# Es ist euch gut, daß ich hingehe
Es ist euch gut, daß ich hingehe (BWV 108) ist eine Kirchenkantate von Johann Sebastian Bach. Er schrieb sie in Leipzig für Cantate, den 4. Sonntag nach Ostern, und führte sie am 29. April 1725 zum ersten Mal auf.

## Geschichte und Worte
Bach komponierte die Kantate in seinem zweiten Jahr in Leipzig für den Sonntag Cantate.
Die vorgeschriebenen Lesungen für den Sonntag waren Jak 1,17-21 , „Alle gute Gabe kommt von dem Vater des Lichts“, und Joh 16,5-15 , Jesus verheißt in seinen Abschiedsreden den Tröster. Bach hatte in seinem zweiten Jahr in Leipzig Choralkantaten komponiert zwischen dem ersten Sonntag nach Trinitatis und Palmsonntag, war zu Ostern jedoch zu Kantaten auf freien Text zurückgekehrt, vielleicht weil ein Textdichter nicht länger zur Verfügung stand. Es ist die zweite von neun Kantaten für die Zeit zwischen Ostern und Pfingsten auf Texte von Christiana Mariana von Ziegler, nach Ihr werdet weinen und heulen, BWV 103. Bach kürzte ihren Text, wie auch in anderen Kantaten. Der Text beginnt mit einem Vers aus dem Evangelium. Ein zweites Zitat aus dem Evangelium erscheint in Satz 4. Die Sätze 2 und 3 befassen sich mit der Hoffnung auf Erlösung, Satz 5 ist ein Gebet um Führung bis zum Tod. Die Dichterin benutzte zum Abschluss die zehnte Strophe von Paul Gerhardts Lied Gott Vater, sende deinen Geist (1653), der den Glauben an Gottes Leitung zum Ausdruck bringt.
Bach führte die Kantate am 29. April 1725 erstmals auf.

## Besetzung und Aufbau
Die Kantate ist besetzt mit drei Solisten, Alt, Tenor und Bass, vierstimmigem Chor, zwei Oboe d’amore, zwei Violinen, Viola, Violoncello piccolo und Basso continuo.
1. Basso solo: Es ist euch gut, daß ich hingehe
2. Aria (Tenor): Mich kann kein Zweifel stören
3. Recitativo (Tenor): Dein Geist wird mich also regieren
4. Coro: Wenn aber jener, der Geist der Wahrheit kommen wird
5. Aria (Alt): Was mein Herz von dir begehrt
6. Choral: Dein Geist, den Gott vom Himmel gibt

## Musik
Wie in der Kantate zum gleichen Anlass im Vorjahr, Wo gehest du hin?, lässt Bach im ersten Satz den Bass als Vox Christi einen Vers aus dem Evangelium singen. Die Oboe d’amore spielt als Obligat-Instrument weitgespannte Melodien. Der Satz ohne Titel liegt formal zwischen Arie und Arioso. Die folgende Arie wird von einer virtuosen Solo-Violine dominiert. Ein kurzes secco Rezitativ führt zu einem weiteren Zitat aus dem Evangelium, das vom Chor gesungen wird. Das Zitat erscheint in drei Abschnitten, jeder als eine Fuge. Da das Thema der dritten Fuge dem der ersten ähnelt, entsteht eine abgewandelte da-capo-Form. Der Satz ist gleichzeitig motettisch angelegt, da die Musik den Worten folgt und die Instrumente überwiegend colla parte mit den Stimmen spielen. Der erste Abschnitt behandelt „Wenn aber jener, der Geist der Wahrheit, kommen wird“, der zweite beginnt „Denn er wird nicht von ihm selber reden“, der dritte drückt aus „und was zukünftig ist, wird er verkündigen“. Die letzte Arie wird von den Streichern begleitet, dominiert von der ersten Violine. Die Kantate wird beschlossen mit einem vierstimmigen Choralsatz auf die Melodie von „Kommt her zu mir, spricht Gottes Sohn“.

## Einspielungen
- The RIAS Bach Cantatas Project (1949–1952). Karl Ristenpart, RIAS Kammerchor, RIAS Kammerorchester, Ingrid Lorenzen, Helmut Krebs, Dietrich Fischer-Dieskau. Audite, 1950.
- J. S. Bach: Cantatas BWV 67, 108 & 127. Karl Richter, Münchener Bach-Chor, Bayerisches Staatsorchester, Lilian Benningsen, Peter Pears, Kieth Engen. Archiv Produktion, 1958.
- J. S. Bach: Das Kantatenwerk – Sacred Cantatas Vol. 6. Nikolaus Harnoncourt, Tölzer Knabenchor, Paul Esswood, Kurt Equiluz, Ruud van der Meer. Teldec, 1979.
- Die Bach-Kantate Vol. 33. Helmuth Rilling, Gächinger Kantorei, Bach-Collegium Stuttgart, Carolyn Watkinson, Peter Schreier, Philippe Huttenlocher. Hänssler, 1981.
- Bach Edition Vol. 15 – Cantatas Vol. 8. Pieter Jan Leusink, Holland Boys Choir, Netherlands Bach Collegium, Sytse Buwalda, Marcel Beekman, Bas Ramselaar. Brilliant Classics, 2000.
- Bach Cantatas Vol. 24: Altenburg/Warwick / For the 3rd Sunday after Easter (Jubilate) / For for the 4th Sunday after Easter (Cantate). John Eliot Gardiner, Monteverdi Choir, English Baroque Soloists, Robin Tyson, James Gilchrist, Stephen Varcoe. Soli Deo Gloria, 2000.
- J. S. Bach: Complete Cantatas Vol. 15. Ton Koopman, Amsterdam Baroque Orchestra & Choir, Bogna Bartosz, Jörg Dürmüller, Klaus Mertens. Antoine Marchand, 2001.
- J. S. Bach: Cantatas Vol. 36 (Cantatas from Leipzig 1725) – BWV 6, 42, 103, 108. Masaaki Suzuki, Bach Collegium Japan, Robin Blaze, James Gilchrist, Dominik Wörner. BIS, 2006.
- J. S. Bach: Cantatas for the Complete Liturgical Year, Vol. 10: „Himmelfahrts-Oratorium“, Cantatas BWV 108 – 86 – 11 – 44. Sigiswald Kuijken, La Petite Bande, Siri Thornhill, Petra Noskaiová, Christoph Genz, Jan van der Crabben. Accent, 2008.
- Es ist euch gut, dass ich hingehe. Rudolf Lutz, Chor und Orchester der J. S. Bach-Stiftung, Margot Oitzinger, Johannes Kaleschke, Peter Harvey. Tilman Knödler (Reflexion). DVD. Gallus-Media, 2010.